# Mameshiba
Mameshiba (豆しば Mameshiba?) es una franquicia japonesa creada por Kim Sukwon. Los mameshiba son personajes animados de diferentes tipos de frijoles (y otras leguminosas), son presentados con forma de frijol o semillas y un rostro con pequeñas orejas de perro, aparecen en pequeños cortos animados presentando trivias sobre alimentos. El nombre deriva de un juego de palabras, la palabra japonesa para frijol es mame (豆?), un juguete de un perro Shiba Inu es llamado mameshiba (豆柴?) y la palabra japonesa para "trivia" es mamechishiki (豆知識?), que significa literalmente "frijoles del conocimiento".

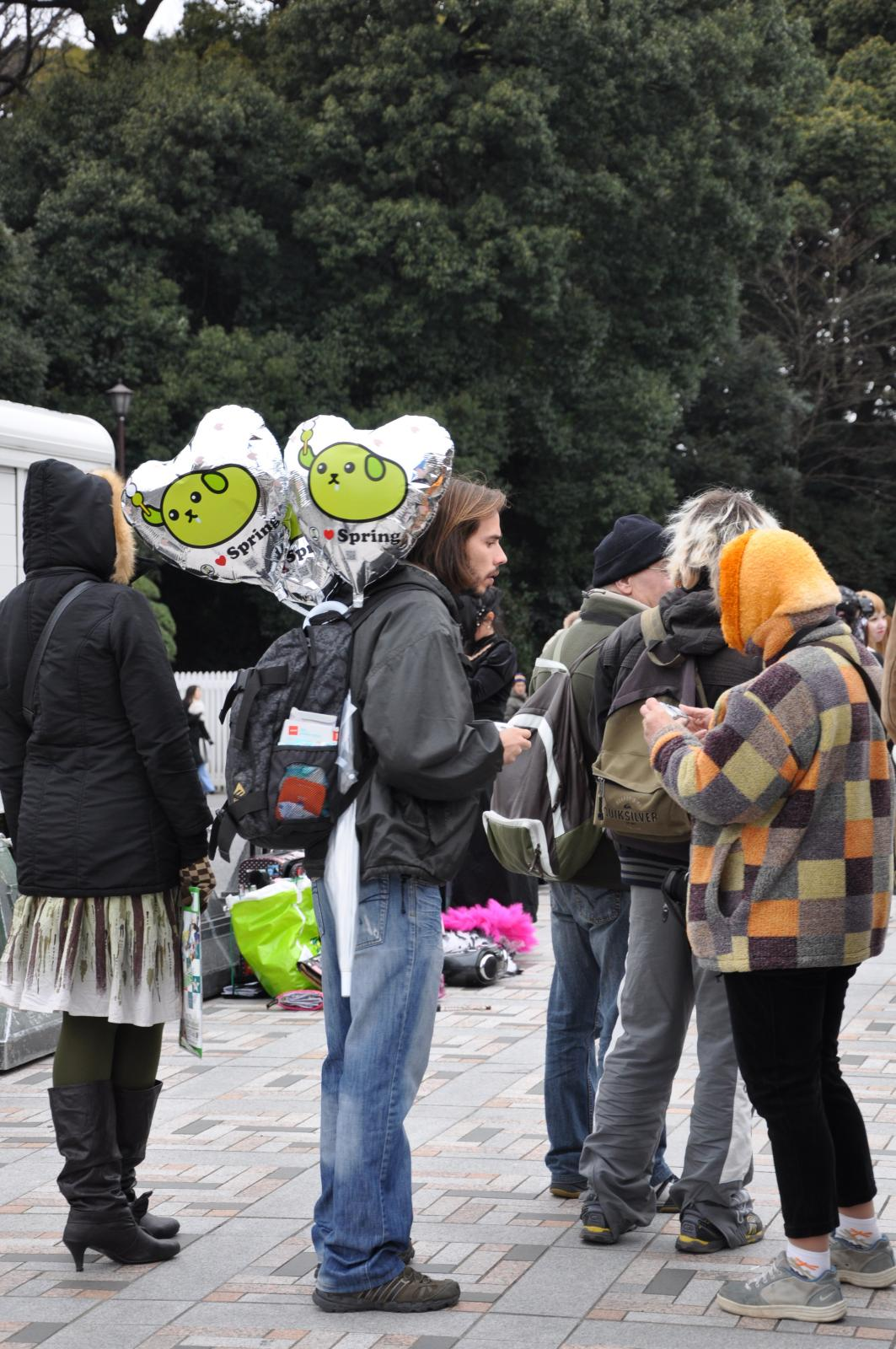
Personaje de Mameshiba en globos de helio

Los Mameshiba se volvieron populares a través de una serie animada de pequeños cortos producidos por Dentsu, una compañía publicitaria japonesa; esta serie fue vendida a las cadenas de televisión para mostrarlos al aire en lugar de comerciales. La popularidad en Japón y Asia causó que Viz Media lanzara la serie en Estados Unidos. El show es además conocido en Francia, mostrado en la cadena de televisión Nolife.

## Personajes
Existen varios personajes adaptados a diferentes tipos de situaciones, entre los cuales hay:
- Frijol negro (黒豆しば Kuromame Shiba)[7]
- Cacahuate Peanut (ピーナッしば Pīnasshiba)[7]
- Natto Natto (納豆しば Nattō Shiba)[7]
- Frijol rojo (小豆しば Azuki Shiba)[7]
- Frijol dulce (甘納豆しば Amanattō Shiba)[7]
- Grano de café コーヒー豆しば Kōhīmame Shiba)[8]
- Frijol hervido (煮豆しば Nimame Shiba)[8]
- Semilla de soya (大豆しば Daizu Shiba)[8]
- Semilla de cacao (カカオ豆しば Kakaomame Shiba)[8]